# Nat (Geist)
Die Nats (birmanisch နတ်) sind übernatürliche Wesen, Geister und Devas, die im Volksglauben des Theravada-Buddhismus in Myanmar (Birma) hoch verehrt werden. Das birmanische Wort nat leitet sich aus dem Pali- und Sanskrit-Wort natha ab, das Herr oder Wächter bedeutet. Die birmanischen Nats werden in 37 große Nats und in alle restlichen eingeteilt (Geister des Waldes, des Wassers, der Luft usw.)

## Eigenschaften und Verehrungspraxis
Beinahe alle der 37 großen Nats sind menschliche Lebewesen, die gewaltsam – häufig durch ungerechte Herrscher – zu Tode kamen. Man unterscheidet zwei Arten von Nats: Niedere Nats sind Devas der niederen sechs buddhistischen Himmel, während die höheren Nats in den höheren sechs Sphären leben. Die Anbetung der Nats ist in den Städten weniger verbreitet als im dörflichen Umfeld oder ist zum Teil auch auf abgegrenzte Gebiete Myanmars beschränkt. Vor allem die ethnischen Birmanen praktizieren die Nat-Anbetung. In vielen Häusern gibt es spezielle nat sin oder nat ein, die als Altar für die Nat-Anbetung dienen. Dörfer haben häufig einen Schutzgeist, symbolisiert durch eine aufgehängte Kokosnuss mit rotem Turban im Zentrum des Orts.
Nats haben menschliche Züge, Gefühle, Wünsche und Bedürfnisse. Sie sind gut, hilfreich, böse, gehässig, unsittlich und vor allem – sie sind mächtig. Birmanen glauben, dass zornige oder erboste Nats schreckliche Gräuel in ihr Leben bringen können, wenn sie nicht geachtet und verehrt werden. Nats treten während der nat pwè, das sind spezielle Feste zur Verehrung von Nats, in Erscheinung: sie werden durch Nat-gadaw, weibliche Medien (häufig aber auch Transvestiten) in Trance und Tanz verkörpert. Sie gehören zu den Charakteren der traditionellen Theaterform zat pwe und des Marionettentheaters yoke thé. Bei allen Veranstaltungen lieben sie laute und farbenprächtige Musik mit Gongspielen (kyi waing), Trommelkreisen (hsaing waing) und der Oboe hne, die häufig sehr rhythmisch und schnell gespielt wird. Das größte Nat-Fest findet in der Regel im August im Ort Taungbyone statt, etwa 20 Kilometer nördlich von Mandalay. Im Zentrum steht die Verehrung der sogenannten Moslem-Brüder Byat-wi und Byat-ta, zwei der bekanntesten Nats der Bagan-Zeit.

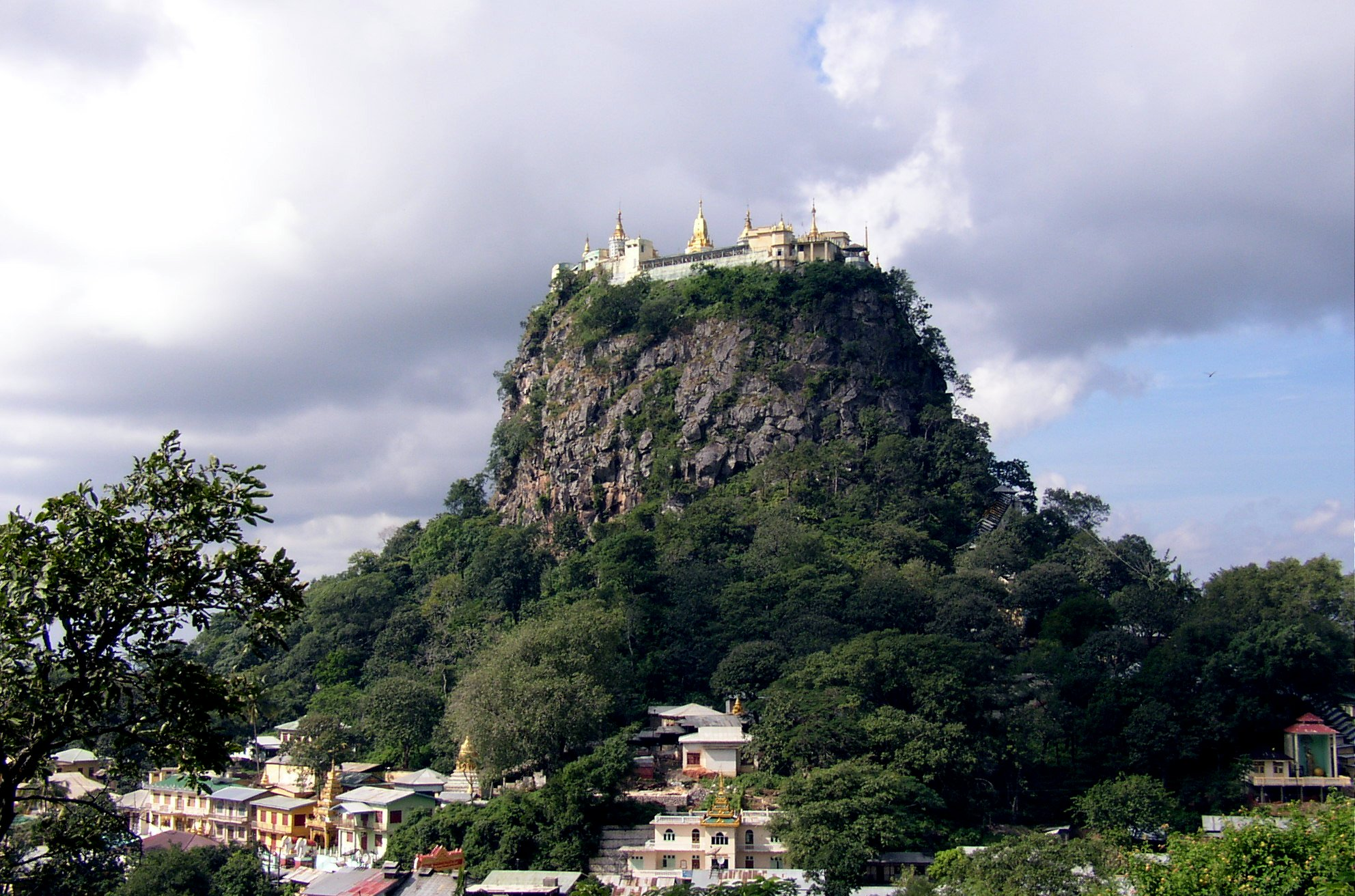
Popa Taung Kalat

Bei den niederen Nats ist häufig der Bezug zu animistischen Vorstellungen aus ethnischen Religionen noch deutlich spürbar: Sie leben häufig in oder bei alten Bäumen oder Steinen, auf Bergen oder an Flüssen. Häufig haben sie nicht menschliche Gestalt. Die an Bäumen, Feldern, Gewässern oder Dörfern errichteten Nat-Schreine sehen oft aus wie kleine Puppenhäuser (ähnlich den dörflichen Geisterhäusern im benachbarten Thailand) aus Holz, Stroh oder Bambus. Ihr richtiger Standort, die richtige Einweihung und die korrekte Verehrung wird durch den lokalen Schamanen (Saya) beaufsichtigt.
Nats wurden in Myanmar schon vor Ausbreitung des Buddhismus verehrt, wurden dann aber in den Buddhismus eingebettet und Shakyamuni (Buddha Gautama) zum höchsten Nat erklärt, bei dessen Geburt alle anderen Nats anwesend waren. Diese Vermischung von lokalen älteren Religionen mit buddhistischem Geistesgut ist nicht einzigartig, sondern ist im Buddhismus allgegenwärtig.
Der wichtigste Pilgerort in Myanmar ist Popa Taung Kalat in der Nähe Bagans, ein 737 Meter hoher Vulkankegel mit zahlreichen Tempeln und Reliquien auf der Spitze in der Nähe des 1513 Meter hohen erloschenen Vulkans Mount Popa.
Ab 1805 sammelte der Dichter und Musiker Myawaddy Mingyi U Sa im Auftrag des Königs erstmals systematisch die mythologischen Eigenschaften und Verehrungspraktiken der 37 Nats.

## Liste der Nats
König Anawrahta legte die Zahl der Nats auf 37 fest, nachdem er erkannte, dass er den Natglauben nicht ausrotten konnte, und erbaute in Bagan am Ayeyarwady (Irrawaddy) eine große Pagode mit goldenem Stupa. Der offizielle Nat-Pantheon besteht hauptsächlich aus Menschen mit Bezug zum birmanischen Königshaus, enthält aber auch Nats aus den Ethnien der Thai (Yun Bayin) und Shan (Maung Po Tu).

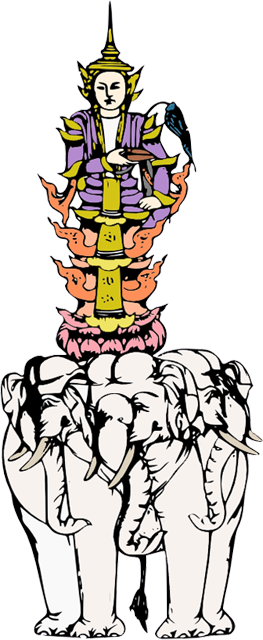
Thagyamin, der König der Nat

1. Thagyamin, der König der Nats, wird oft identifiziert mit der buddhistischen Deva Sakra und dem hinduistischen Gott Indra. Er wird in der Regel auf einem dreiköpfigen weißen Elefanten stehend oder sitzend dargestellt und hält eine Muschelschale in der einen und einen Wedel aus Yak-Haaren in der anderen Hand.
2. Mahagiri, der Sohn des bekannten Schmieds U Tint Daw, hieß mit Vornamen Maung Tint De (Nga Tinde). Er war außergewöhnlich stark und konnte den Stoßzahn eines Elefanten brechen. Der König von Tagaung (Tagaung Min) fürchtete, Mahagiri würde sich seines Throns bemächtigen. Daher heiratete er Maung Tints Schwester Saw Me Ya, die dadurch eine seiner Königinnen wurde. Er überredete Saw Me Ya, ihren Bruder einzuladen, damit er ein hohes Amt bekäme. Als Maung Tint aus seinem Versteck zum Hofe kam, ließ ihn der König lebendig unter einem sagawabin-Baum verbrennen. Seine Schwester starb mit ihm. Beide wurden die bösen Nats, die nun in diesem Baum lebten und regelmäßig Menschen, die diesem Baum zu Nahe kamen, verschlangen. Der König ließ daher den Baum abschlagen und in den Irrawaddy werfen. Die Stücke wurden nach Bagan geschwemmt, wo sie König Thinligyaung in zwei Stücken (für jeden Nat eines) zum Mount Popa brachte. Dort wurden menschliche Figuren daraus geschnitzt und später mit goldenen Köpfen versehen.
3. Hnamadawgyi, oder Goldgesicht hieß mit Vornamen Saw Me Yar. Sie war die älteste Schwester von Maung Tint De. Sie wurde Königin von Tagaung. Als sie sah, dass ihr Bruder lebendig verbrannt wurde, sprang sie zu ihm ins Feuer und verbrannte ebenfalls und wurde zum Nat. Sie wird stehend auf einem schwarzen Elefanten dargestellt, die rechte Hand an ihrer Hüfte mit einer Pflaume zwischen Daumen und Zeigefinger, die linke Hand an der Seite herabhängend.
4. Shwenabay war die schönste Frau in ihrem Dorf und heiratete einen Mann aus dem birmanischen Stamm der Ngga. Später verließ ihr Ehemann sie und sie starb an Liebeskummer. Shwenabay wird stehend mit Ngga-Kopfschmuck dargestellt, die rechte Hand an der Hüfte, die linke herabhängend.
5. Thonbanhla war eine geborene Mon aus dem Dorf Takunnwan. Sie war unglaublich schön und sollte mit dem König Dndataung von Pyay verheiratet werden. Die Hauptfrau war aber sehr eifersüchtig auf die schöne Thonbanhla und erzählte dem König, seine neue Frau sei so hässlich und so dick, dass sie nicht einmal durch das Stadttor passen würde. Der König verweigerte daraufhin die Heirat mit Thonbanhla, die daraufhin aus Verzweiflung starb. In einer anderen Geschichte ist sie die junge Schwester von Maung Tint De und heiratete den König Samein Htaw Yarma von Ut Thaala. Bei der Geburt ihrer Tochter Shin Mine starb sie.
6. Taungoo Mingaung, ein unbedeutender Gouverneur von Taungoo und der Sohn von Min Ye Theinkthu, des königlichen Vertreters, starb an plötzlicher Krankheit. Er wird sitzend mit gekreuzten Beinen und in königlichen Gewändern dargestellt und hält einen Fächer in der rechten Hand, während die linke Hand auf sein Knie gestützt ist.
7. Mintara, der König von Ava jagte einst in einem Wald, wo er eine Fee traf und sich in sie verliebte. Als sie verschwand, wurde er todkrank. Während seiner Krankheit wurde er von seinem Untergebenen Nga Nawk ermordet. Mintara sitzt auf einem Thron, trägt königliche Gewänder, hält einen Fächer in der rechten Hand und stützt die linke Hand auf sein Knie.
8. Thandawgan Ye Thyar, ein Bote Königs Min Gaung von Taungoo, ging in den Wald, um Blumen zu pflücken, erkrankte aber an Malaria und starb. Er wird auf einer Lotusblüte sitzend dargestellt.
9. Shwenawrahta war der Enkel Königs Min Gaung II von Ava. Einer seiner Diener versuchte den König von Ava zu ermorden, wurde aber gefasst und hingerichtet. Da Shwenawrahta in den Anschlag eingeweiht war, wurde er ebenfalls hingerichtet. Er wird sitzend mit einem hocherhobenen Knie auf einem einfachen Thron dargestellt und hält einen goldenen Ball in der einen und einen goldenen Stab in der anderen Hand.
10. Aungzwa Magyi (auch Bo Aungzwa) war ein Offizier des Königs Nara Pali Sithu von Bagan. Er wurde vom König getötet, als er respektlos gegenüber dem König Nara Pali Sithu war, als dieser sein Versprechen, ihn mit einer seiner Töchter zu verheiraten, nicht hielt. Aungzwa Magyi wird sitzend auf einem Thron dargestellt, spielt eine Harfe und trägt Kopfschmuck und eine breite Schärpe.
11. Nga zishin
12. Aungpinle Hsinbyushin
13. Taungmagyi
14. Maung Minshin, der Enkel Alaungsithus, Sohn von Min Shin Saw, war ein Meister beim Schaukeln auf den großen, hohen Schaukeln. Er fiel von einer der Schaukeln und starb.
15. Shindaw war ein Novize in einem buddhistischen Kloster in Ava und starb an einem Schlangenbiss. Er wird stehend auf einem Podest mit Kopfschmuck und in einer gelben Mönchsrobe dargestellt. Er hält einen Fächer in der rechten Hand und zählt die Perlen einer Gebetsschnur mit seiner linken.
16. Nyaung Gyin war ein Abkomme von König Mamuha von Thaton. Er starb während der Herrschaft König Anawrahtas in Thaton an Lepra. Er wird stehend mit einem Haarknoten auf einem Podest dargestellt, wobei er die linke Hand erhebt, während die rechte einen Stab hält.
17. Tabinshwehti war der König, der Birma im Jahr 1539 vereinigte und das Zweite Birmanische Königreich gründete. Er war der Sohn Mingyinyos und verlegte dessen Hauptstadt von Taungoo nach Pegu (heute Bago). Er stabilisierte und vergrößerte das neue Königreich und wurde von Mitgliedern des eigenen Hofstaats 1550 ermordet.
18. Minyè Aungdin war der Ehemann der Prinzessin Shwe Sin Tu, Tochter des Königs Thar Sun von Ava und starb an übermäßigen Opiumgenuss. Er wird sitzend auf einem Podest mit einem Haarknoten und einer Harfe dargestellt.
19. Shwe Sitpin
20. Medaw Shwezaga, Mutter von Shwe Sitpin, starb aus Kummer über die ehrlosen Verbrechen ihres Sohns und wird sitzend auf einem Podest dargestellt, die rechte Hand an ihrer Brust und die rechte in ihrem Schoß.
21. Maung Po Tu
22. Yun Bayin
23. Maung Minbyu
24. Mandalay Bodaw war der Sohn eines Brahmanen und wurde hingerichtet, weil er Shwehpyin Naungdaw und Shwehpyin Nyidaw bei der Ausübung ihrer Pflichten nicht korrekt überwacht hatte. Er wird stehend auf einem Podest mit einem Schwert an der Schulter und einer erhobenen Hand dargestellt.
25. Shwehpyin Naungdaw
26. Shwehpyin Nyidaw, Sohn des königlichen Boten Byatta, und Me Wunna, wurden beide hingerichtet, weil sie die Bauarbeiten an der Taungbygone-Pagode (durch König Anawrahta) nicht ausreichend überwacht hatten. Sie werden auf einem Podest dargestellt, der eine liegend, der andere aufrecht stehend, arrogant das Schwert geschultert.
27. Mintha Maungshin
28. Htibyusaung
29. Htibyusaung Medaw
30. Bayinma Shin Mingaung
31. Min Sithu Alaungsithu, war Nachfolger von König Anawrahta von Bagan. Nachdem er selber König von Bagan geworden war, wurde er von seinem eigenen Sohn ermordet. Er wird in königlichen Kleidern auf einem Thron sitzend dargestellt, ein Knie erhoben, den Fuß auf dem Sitz.
32. Min Kyawzwa (auch U Min Gyaw) war der Sohn des Herrschers von Pyay und Kuni Devi. Er war ein Säufer, liebte den Hahnenkampf und war ein ausgezeichneter Reiter. Er wurde durch Teufel ermordet, die er im Wettkampf besiegt hatte.
33. Myaukhpet Shinma
34. Anauk Mibaya
35. Shingon
36. Shingwa
37. Shin Nemi

## Bilder

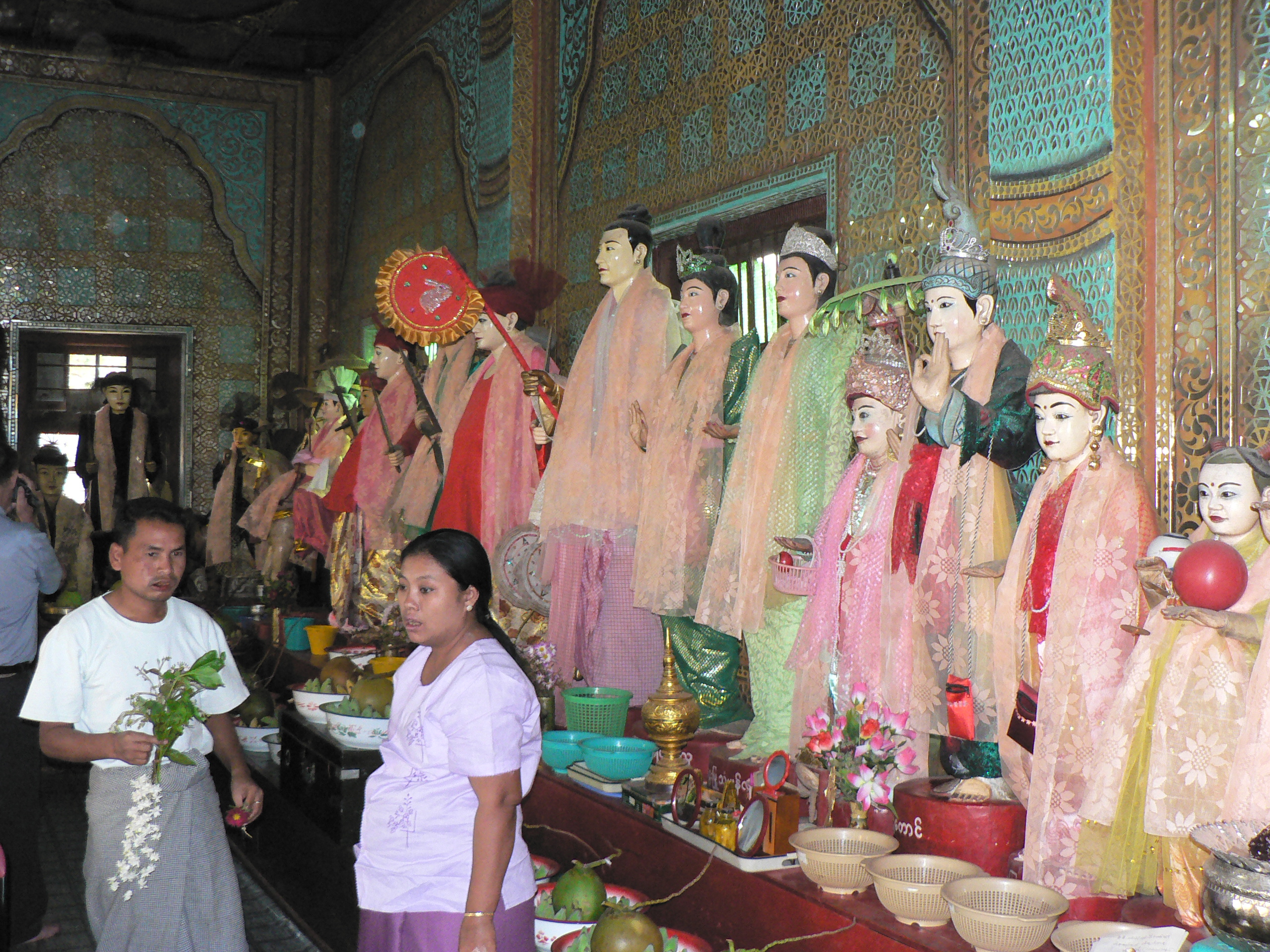
Nat-Tempel Mount Popa
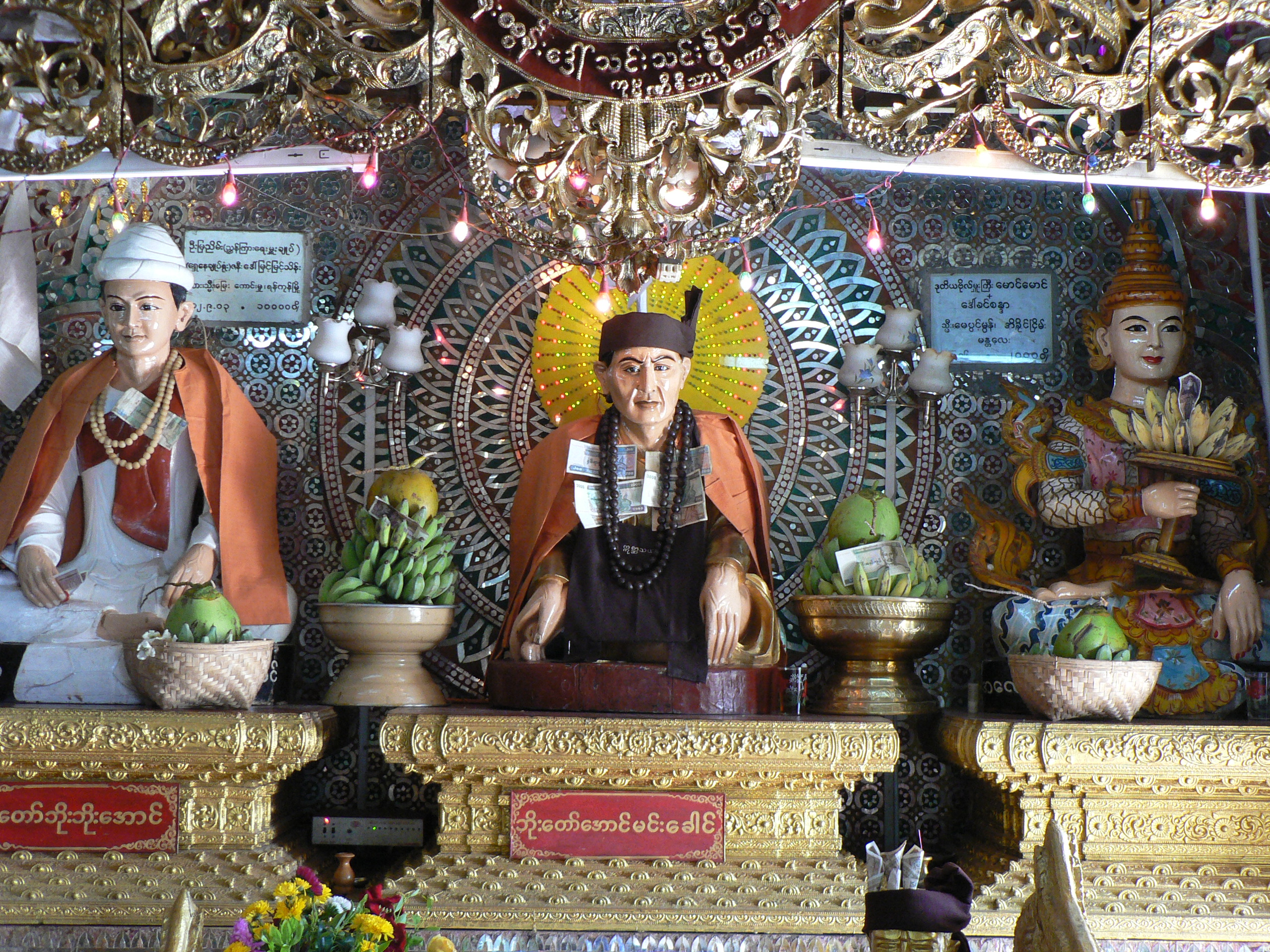
Nat-Tempel Mount Popa
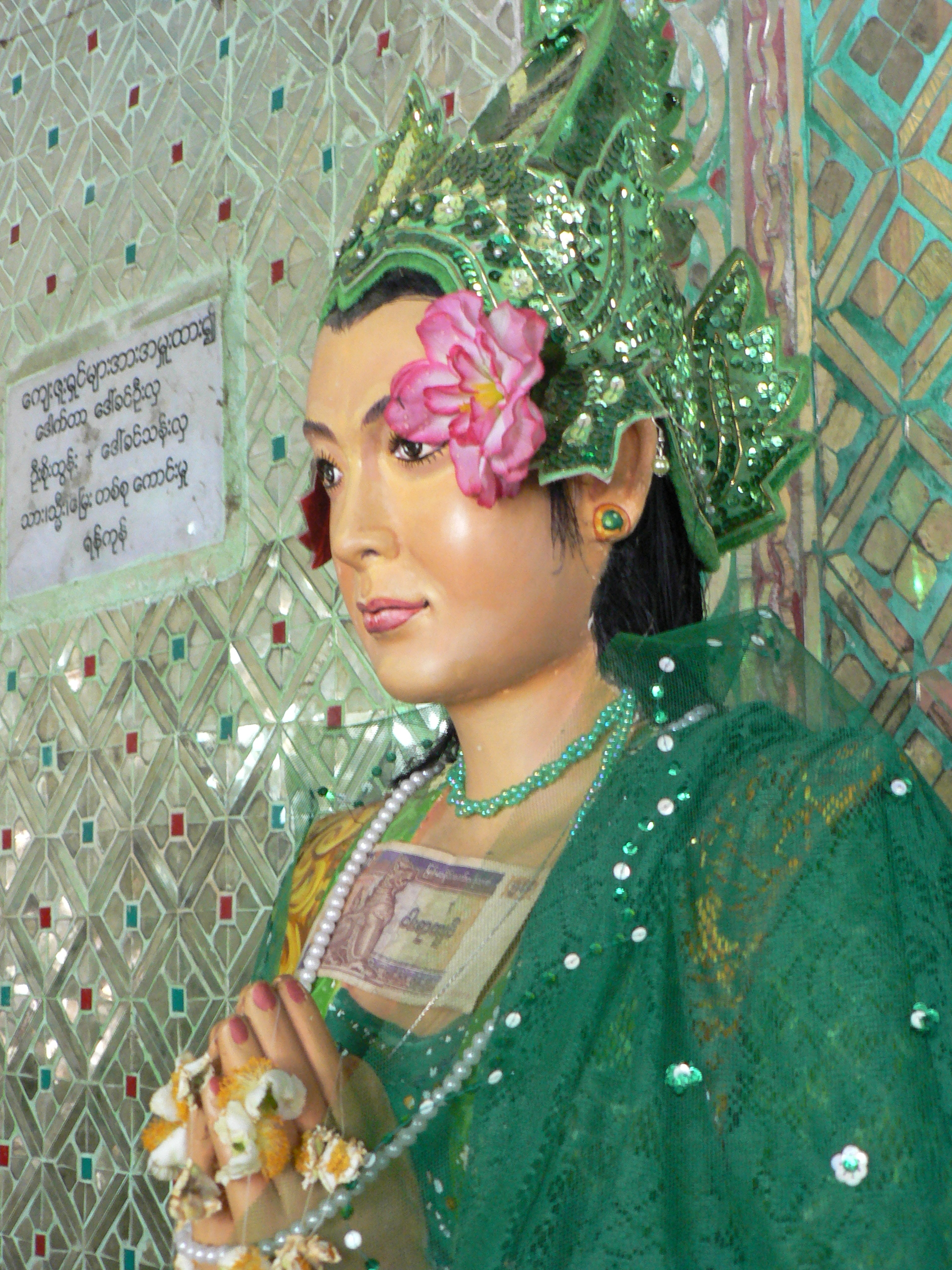
Weiblicher Nat
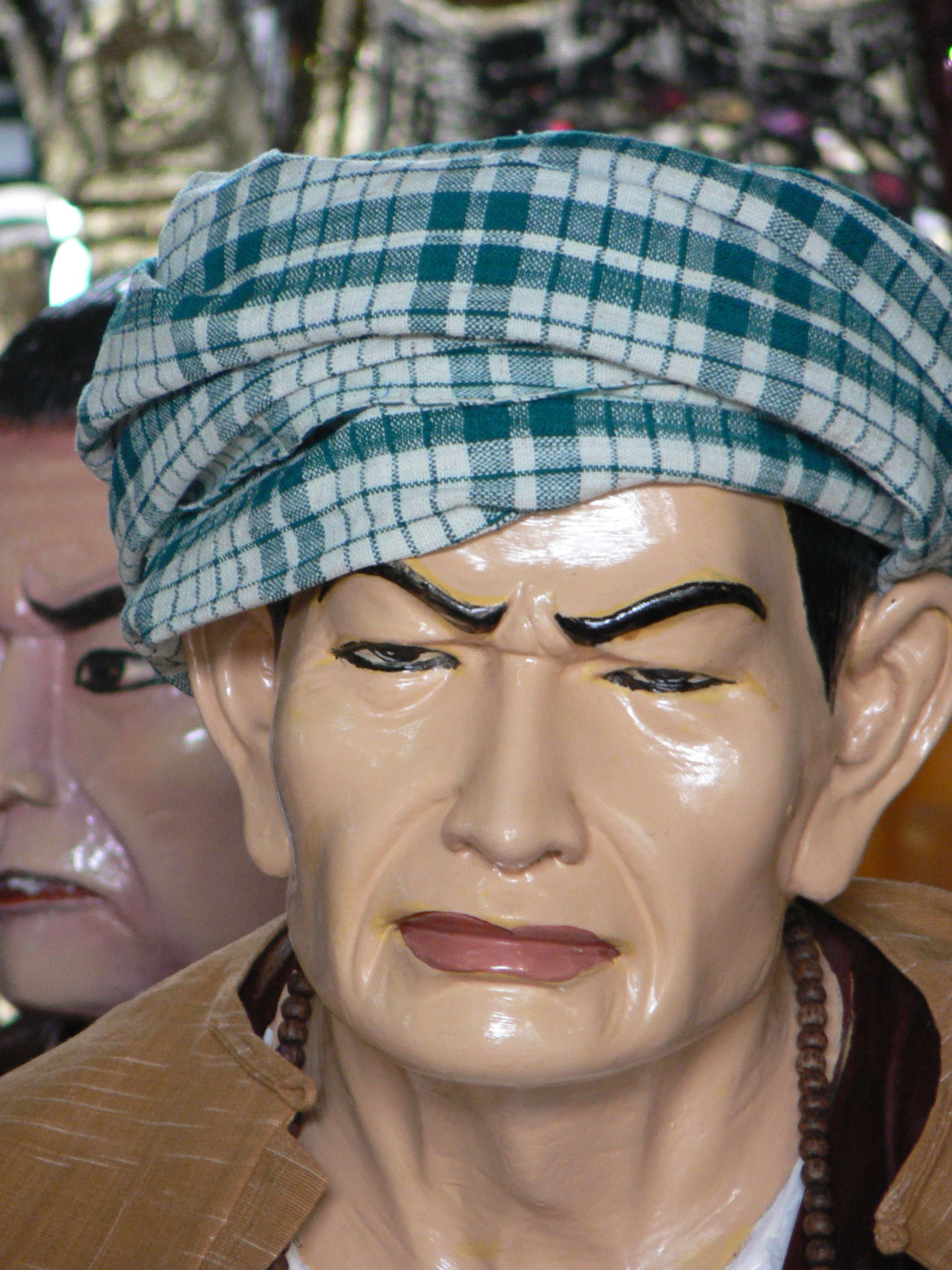
Männlicher Nat